# Oberbuchsiten
Oberbuchsiten é uma comuna da Suíça, situada no distrito de Gäu, no cantão de Soleura. Tem 9,37 km² de área e sua população em 2018 foi estimada em 2.296 habitantes.